# 赵丽莹
赵丽莹（？—），女，中华人民共和国外交官，曾任中华人民共和国驻亚历山大总领事，现任中华人民共和国驻卡尔加里总领事。

## 生平
赵丽莹曾任驻克罗地亚大使馆政务参赞和驻希腊大使馆政务参赞。2018年8月，出任中华人民共和国驻亚历山大总领事。2022年7月，自驻亚历山大总领事离任。2023年1月，出任中华人民共和国驻卡尔加里总领事。